# Ulrich Schamoni

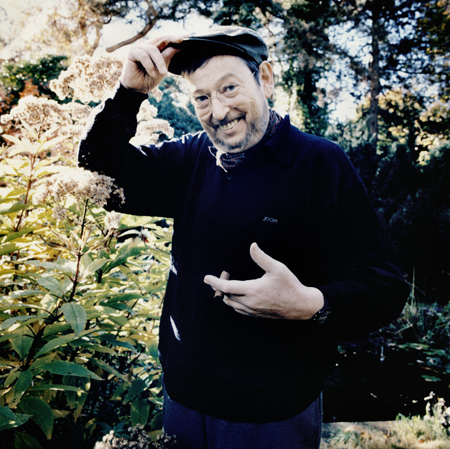
Ulrich Schamoni 1997

Ulrich Schamoni (* 9. November 1939 in Berlin; † 9. März 1998 ebenda) war ein deutscher Filmregisseur, Drehbuchautor, Schauspieler und Medienunternehmer.

## Leben
Ulrich Schamoni wurde in eine Filmfamilie geboren. Sein Vater Victor Schamoni war unter anderem Regisseur und Filmwissenschaftler, seine Mutter Maria, geb. Vormann, Drehbuchautorin. Der Vater fiel 1942 im Zweiten Weltkrieg. Ulrich und seine drei Brüder Thomas, Victor und Peter wurden mit der Mutter 1944 nach Iserlohn evakuiert, wo Maria Schamonis Mutter lebte. Nach Ende des Krieges besuchte Schamoni in Werl zwei Jahre lang das Erzbischöfliche Knabenkonvikt. Ab dieser Zeit wurde Schamonis Onkel Wilhelm Schamoni zu einem Vaterersatz für ihn und seine Brüder. Ulrich Schamoni porträtierte ihn 1982 in dem Fernsehfilm Der Vikar von Helmeringhausen oder Was nützt es für die Ewigkeit. Später zog die Familie nach Münster, wo Schamoni das Gymnasium besuchte. Nach dem Abbruch des Gymnasiums kurz vor dem Abitur 1957 ging Schamoni nach München, besuchte dort kurzzeitig die Schauspielschule von Ruth von Zerboni und ging anschließend nach Berlin zurück. Hier arbeitete er von 1959 bis 1964 als Regieassistent, unter anderem bei Hans Lietzau und Wilhelm Dieterle sowie vor allem seinem „Regievater“ Rudolf Noelte, von dem er nach eigener Aussage das meiste lernte. Mit 20 Jahren schrieb Schamoni seinen Roman Dein Sohn lässt grüßen, der sofort nach Erscheinen 1962 als jugendgefährdend indiziert wurde.
Schamoni drehte 1964 seinen ersten Kurzfilm als Regisseur: Der 1965 erschienene Dokumentarfilm Hollywood in Deblatschka Pescara wurde 1965 mit einem Bundesfilmpreis ausgezeichnet. Mit Geist und ein wenig Glück folgte 1965 ein weiterer Dokumentarfilm. Schamoni inszenierte 1965 zudem seinen ersten Spielfilm Es, der die Beziehungskrise eines unverheirateten jungen Paares (Sabine Sinjen, Bruno Dietrich) auslotet. Der Film wurde bei Kritikern und Publikum ein Erfolg und gewann 1966 insgesamt fünf Bundesfilmpreise. Drei weitere sowie der „Silberne Bär“ der Berliner Filmfestspiele 1967 gingen 1967 an Alle Jahre wieder, die ironische Abrechnung Schamonis mit der bürgerlichen Doppelmoral seiner früheren Wahlheimat Münster. Im Jahr 1967 kaufte er von dem Erlös von Es ein Einfamilienhaus in der Furtwänglerstraße 19 in Berlin. Es wurde sein Wohnsitz und auch seine Arbeitsstätte. Im Jahr 1968 legte er mit Quartett im Bett ein witziges Porträt der linksalternativen Berliner Kultur- und Studentenszene nach.

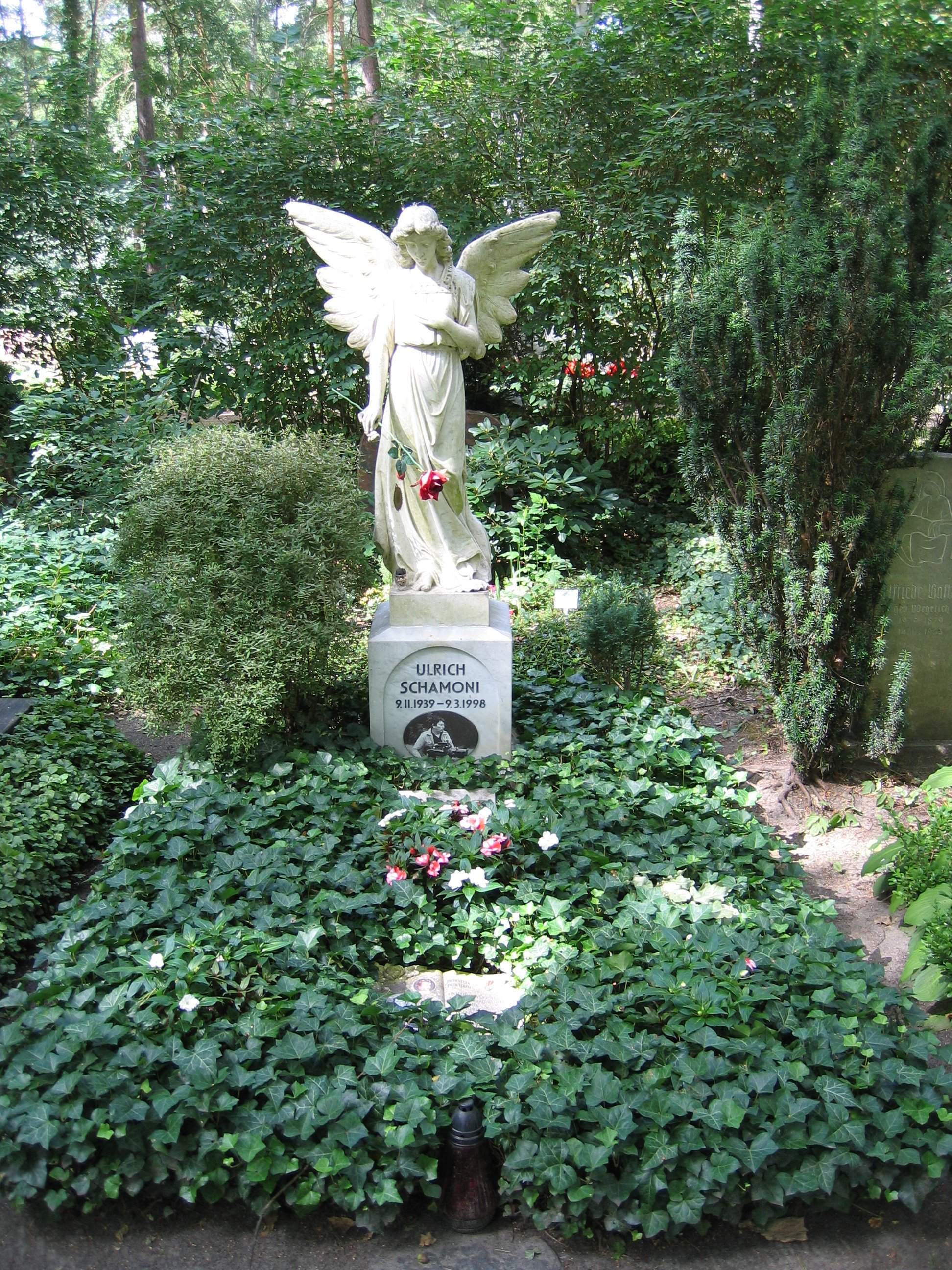
Schamonis Grab in Berlin

Mit seinen inhaltlich wie formal neuartigen Filmen etablierte sich Ulrich Schamoni – ebenso wie sein Bruder Peter – als führender Vertreter des Neuen Deutschen Films. Schamoni wollte mit seinen Filmen gegen das deutsche Kommerzkino angehen und setzte sich für einen neuen Realismus im Kino ein. Ab 1978 produzierte er auch Filme für das Deutsche Fernsehen. Später wandte sich Schamoni vom Film ab und wurde Medienunternehmer. Im Jahr 1987 gründete er den zweiten privaten Berliner Radiosender Hundert,6, 1992 folgte der erste Lokalfernsehsender IA Fernsehen, wo er auch einen täglichen Kommentarplatz hatte. Aus beiden Unternehmen schied er später aus. 
Ulrich Schamoni starb am 9. März 1998 in Berlin an Leukämie und wurde auf dem Waldfriedhof Zehlendorf im Feld 039-679 beerdigt.
Am 15. März 2012 lief in den deutschen Kinos der Dokumentarfilm Abschied von den Fröschen über Schamonis Leben an. Dieser wurde von seiner Tochter Ulrike (* 1966) auf Grundlage seiner persönlichen Filmtagebücher realisiert und zeigt Ulrich Schamoni auch während seiner Erkrankung.

## Filmografie
- 1965: Hollywood in Deliblatzka Pescara (Regie)
- 1965: Geist und ein wenig Glück (Fernsehfilm, Regie)
- 1965: Es (Regie/Drehbuch/Darsteller)
- 1966: Charly May (Drehbuch)
- 1966: Der Brief (Darsteller)
- 1967: Alle Jahre wieder (Regie/Drehbuch)
- 1967: Ein Duft von Blumen (Fernsehfilm, Darsteller)
- 1967: Lockenköpfchen – Die Chronik des Wilfried S. oder Wie manipuliert man die Wirklichkeit? (Regie/Drehbuch)
- 1968: Quartett im Bett (Regie/Drehbuch)
- 1969: Für meine Kinder – von Vati (Regie)
- 1969: Die Rückkehr (Fernsehfilm, Darsteller)
- 1970: Wir – zwei (Regie/Drehbuch/Darsteller)
- 1971: Eins (Regie/Drehbuch/Darsteller)
- 1972: Mein Bruder Willi (Regie/Drehbuch)
- 1973: Im Reservat (Fernsehfilm, Darsteller)
- 1974: Chapeau Claque (Regie/Drehbuch/Darsteller)
- 1979: Was wären wir ohne uns (Fernsehserie, Regie/Drehbuch)
- 1980: So geht’s auch (Fernsehserie, Darsteller)
- 1980: Das Traumhaus (Regie)
- 1981: Die Alptraumfrau (Darsteller)
- 1982: Der Vikar von Helmeringhausen oder Was nützt es für die Ewigkeit (Fernsehfilm über Wilhelm Schamoni, Regie)
- 1982: Ullis Allerlei (Fernsehfilm, Regie/Darsteller)
- 1983: Der Platzanweiser (Darsteller)
- 1984: So lebten sie alle Tage (Fernsehserie, Regie)
- 1985: Alles Paletti (Fernsehfilm, Darsteller)
- 2012: Abschied von den Fröschen, postum durch Schamonis Tochter Ulrike herausgebracht